# 461
Період падіння Західної Римської імперії. У Східній Римській імперії триває правління Лева I Макелли. У Західній проходить боротьба між кількома претендентами на титул імператора. Значна частина території окупована варварами, зокрема в Іберії утворилося Вестготське королівство, а Північну Африку захопили вандали, утворивши Африканське королівство, у Тисо-Дунайській низовині утворилося Королівство гепідів.
У Південному Китаї правління династії Лю Сун. В Індії правління імперії Гуптів. У Японії триває період Ямато. У Персії править династія Сассанідів.
На території лісостепової України Черняхівська культура. Історики VI століття згадують плем'я антів, що мешкало на території сучасної України приблизно з IV сторіччя. У Північному Причорномор'ї центр володінь гунів, що підкорили собі інші кочові племена, зокрема сарматів та аланів.

## Події
- 2 серпня військовий магістр Західної Римської імперії Ріцімер заарештував імператора Майоріана. Після 5 днів побоїв Майоріана стратили 7 серпня.
- Кандидатом на титул імператора проголошує себе Олібрій.
- 19 листопада імператором проголошує себе Лібій Север.
- Правителем Північної Галлії став галло-римлянин Егідій.
- 46-м Папою Римським став Гіларій.

## Померли
- 17 березня — за легендою саме в цей день помер покровитель Ірландії Святий Патрик, що був англійським місіонером і з 432 року проповідував християнство у Ірландії і був її першим архієпископом.
- Лев I, Папа Римський.
- Майоріан, римський імператор.